# San Casciano in Val di Pesa
San Casciano in Val di Pesa ist eine italienische Gemeinde (comune) mit 16.428 Einwohnern (Stand 31. Dezember 2023) in der Metropolitanstadt Florenz, Toskana.

## Geografie
Die Gemeinde liegt 15 Kilometer südlich von Florenz und 45 Kilometer nördlich von Siena auf einem Hügel zwischen den Tälern des Pesa und des Greve im Gebiet des nordwestlichen Chianti.
Zu den Fraktionen gehören Bardella, Bargino, Calcinaia, Campoli, Cerbaia, Chiesanuova, Cigliano, Faltignano, La Romola, Mercatale in Val di Pesa, Montefiridolfi, San Pancrazio, Sant’Andrea in Percussina und Spedaletto.
Die Nachbargemeinden sind Barberino Tavarnelle, Greve in Chianti, Impruneta, Montespertoli und Scandicci.

## Geschichte

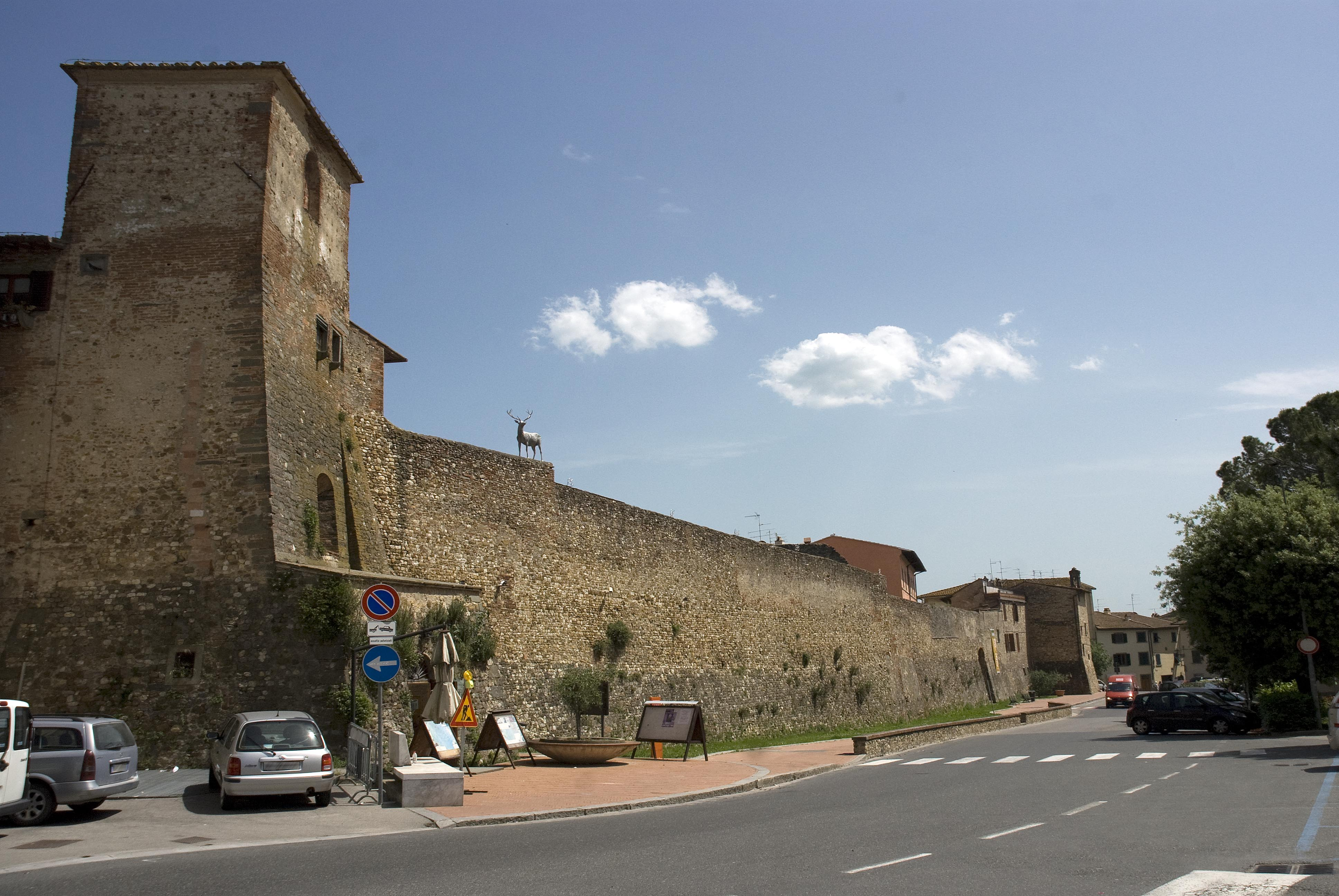
Stadtmauer von San Casciano in Val di Pesa

Der Ort entstand als Siedlung der Etrusker. Bedeutung erlangte der Ort ab dem 11. Jahrhundert als Station am Weg zwischen Florenz und Siena. Im 13. Jahrhundert fiel der Ort in den Machtbereich von Florenz. Nach Angriffen, Belagerungen und Einnahmen des Ortes von Heinrich VII. (1312) und Castruccio Castracani (1326) baute Florenz den Ort 1355 zur Festung aus. 1513 fand Niccolò Machiavelli im Familiengut Albergaccio (auch Casa Machiavelli genannt) im Ortsteil Sant’Andrea in Percussina Zuflucht nach seiner Exilierung aus Florenz. Hier entstand sein Werk „Der Fürst“.
1880 begann Sidney Sonnino seinen Aufstieg als Abgeordneter in San Casciano. Größere Aufmerksamkeit erhielt der Ort Anfang der 1980er Jahre, als mehrere Angeklagte im Mordprozess des Monster von Florenz aus dem Ortsteil Mercatale stammten.
Zwischen 1891 und 1935 verband die dampfbetriebene Chianti-Straßenbahn den Ort mit Florenz.

## Sehenswürdigkeiten

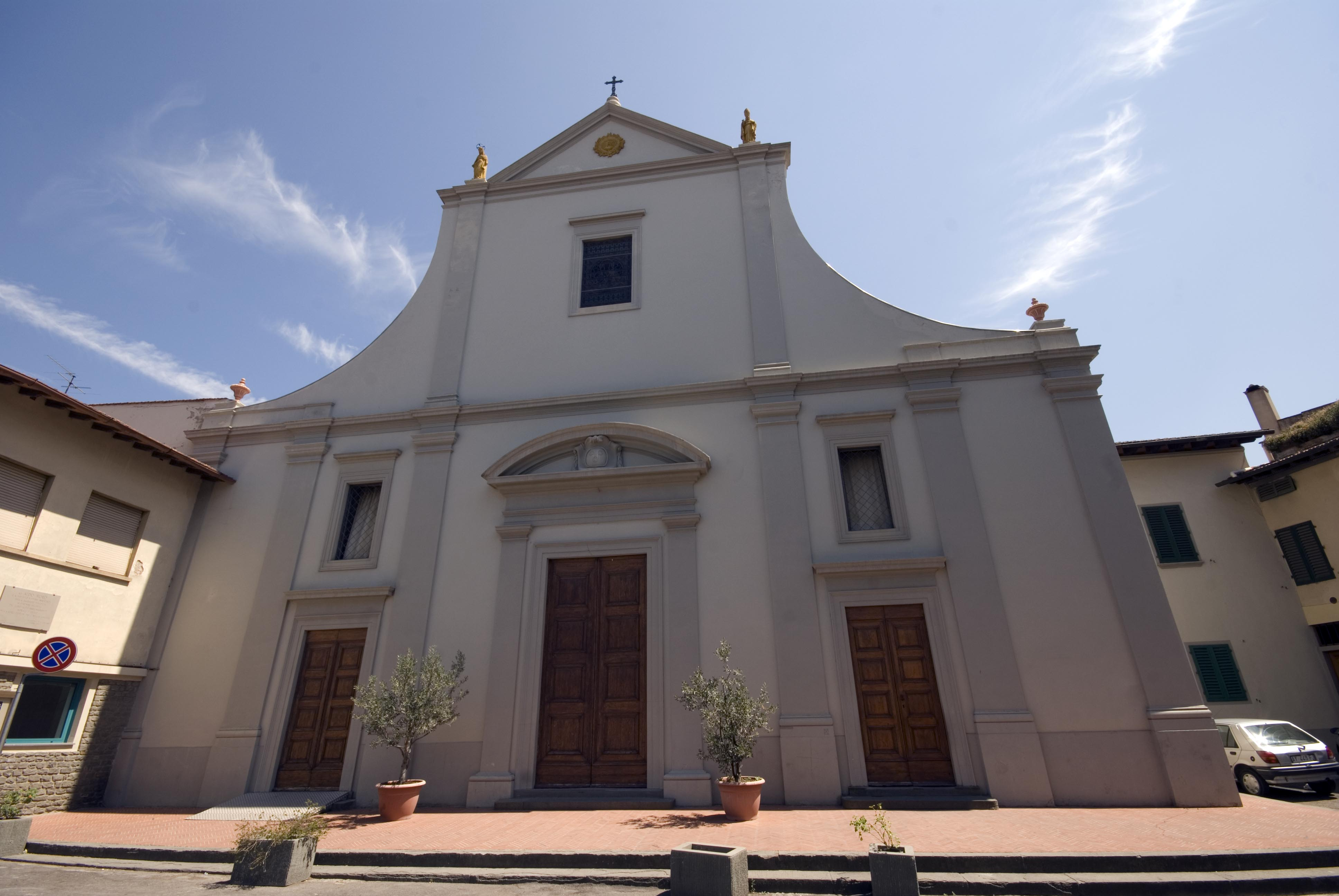
Collegiata San Cassiano

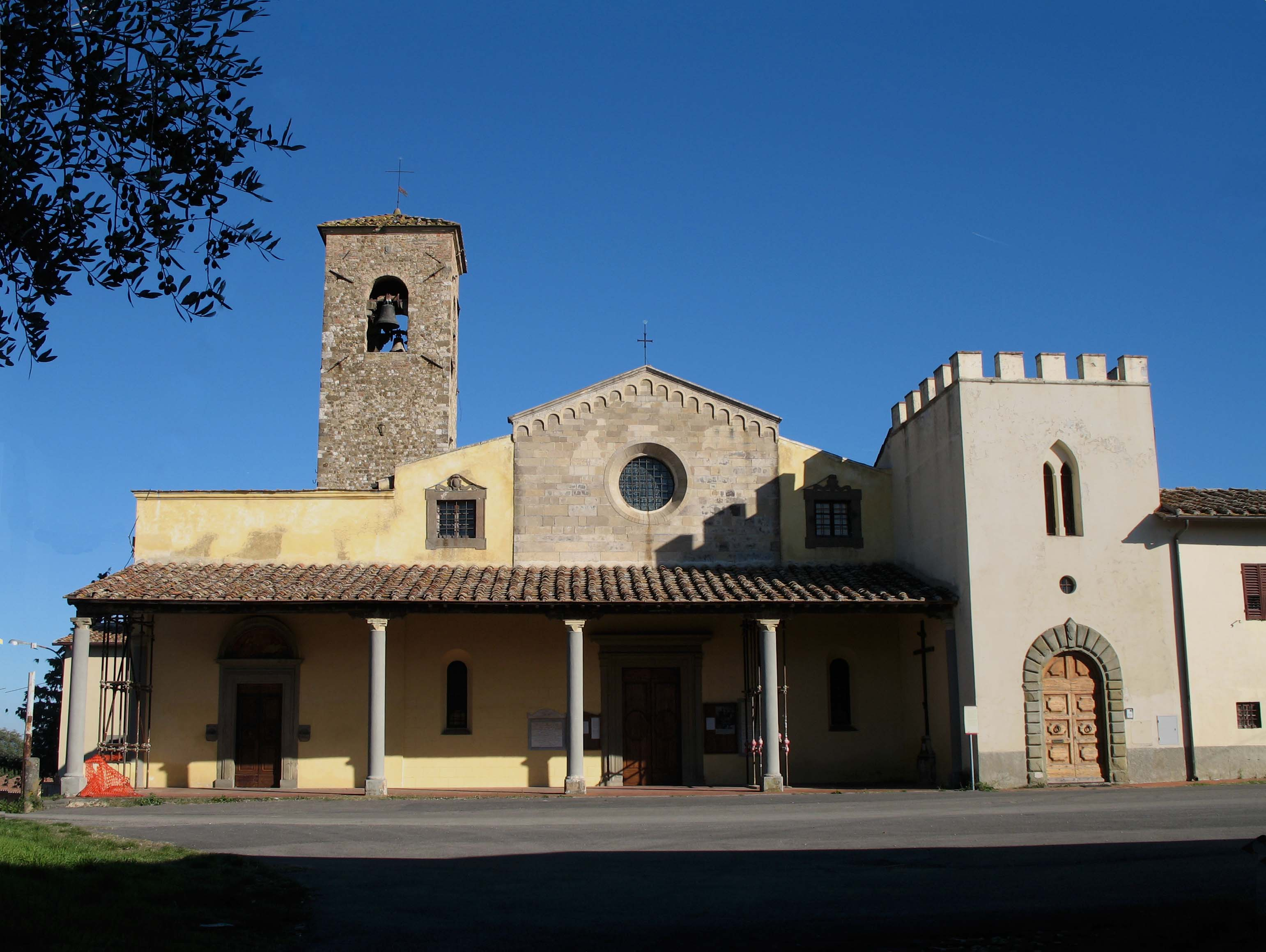
Pieve di San Pancrazio

- Chiesa della Misericordia, auch Santa Maria del Prato genannt, Kirche aus dem Jahr 1304. Enthält die Werke Madonna con Bambino von Ugolino di Nerio, San Tommaso d’Aquino e San Lorenzo von Rutilio Manetti, Crocifisso von Simone Martini sowie weitere von Giovanni di Balduccio.
- San Donato, Kirche im Ortsteil Chiesanuova, enthält Werke von Giovanni del Biondo, Jacopo di Cione sowie eine Madonna col Bambino e Santi des Meister von Marradi (Maestro di Marradi).
- Santa Maria del Gesù, auch Chiesa del Suffragio genannt, Kirche im Ortszentrum aus dem 15. Jahrhundert, die das Museum von San Casciano beheimatet, ausgestellt ist u. a. ein Werk des namentlich unbekannten Meisters von Tavarnelle, das die Heiligen Antonius, Sebastian und Rochus zeigt.
- Collegiata di San Cassiano, Hauptkirche des Ortes, enthält das Werk Circoncisione di Gesù von Francesco Curradi aus dem Jahr 1605 sowie ein Holzkreuz des Baccio da Montelupo.
- Florence American Cemetery and Memorial, amerikanischer Soldatenfriedhof.
- San Giovanni in Sugana, Pieve im Ortsteil Cerbaia, bereits 1019 erwähnt. Enthält das Werk Madonna tra i santi Giovanni Battista e Antonio Abate von Benedetto Buglioni aus dem Jahr 1510 sowie Werke des Meister von Cabestany.
- Pieve di San Pancrazio, Pieve im Ortsteil San Pancrazio, wurde bereits im 10. Jahrhundert erwähnt. Enthält die Werke Madonna del Latte von Cenni di Francesco di ser Cenni aus dem Jahr 1400 und Santa Cecilia e San Pancrazio sowie Crocifissione (1590) von Santi di Tito.
- Pieve di Santa Cecilia a Decimo, bereits 884 dokumentierte Pieve. Enthält das Werk Madonna col Bambino fra i Santi Lorenzo e Cecilia des Michele di Ridolfo del Ghirlandaio.
- Pieve di Santo Stefano im Ortsteil Campoli, erstmals 903 erwähnte Pieve. Enthält das Werk Madonna col Bambino e Santi von Giuliano Bugiardini.

## Gemeindepartnerschaften
Partnergemeinden von San Casciano sind
- Nieuwerkerken,  Flandern
- Morgan Hill,  Kalifornien
- Mahbes (Westsahara)
- Rosch Pina,  Galiläa

## Persönlichkeiten
- Bastiano de Rossi (≈1556–1627), Literat und Lexikograph